# Scăiuș, Caraș-Severin
Scăiuș este un sat în comuna Fârliug din județul Caraș-Severin, Banat, România.

## Legături externe

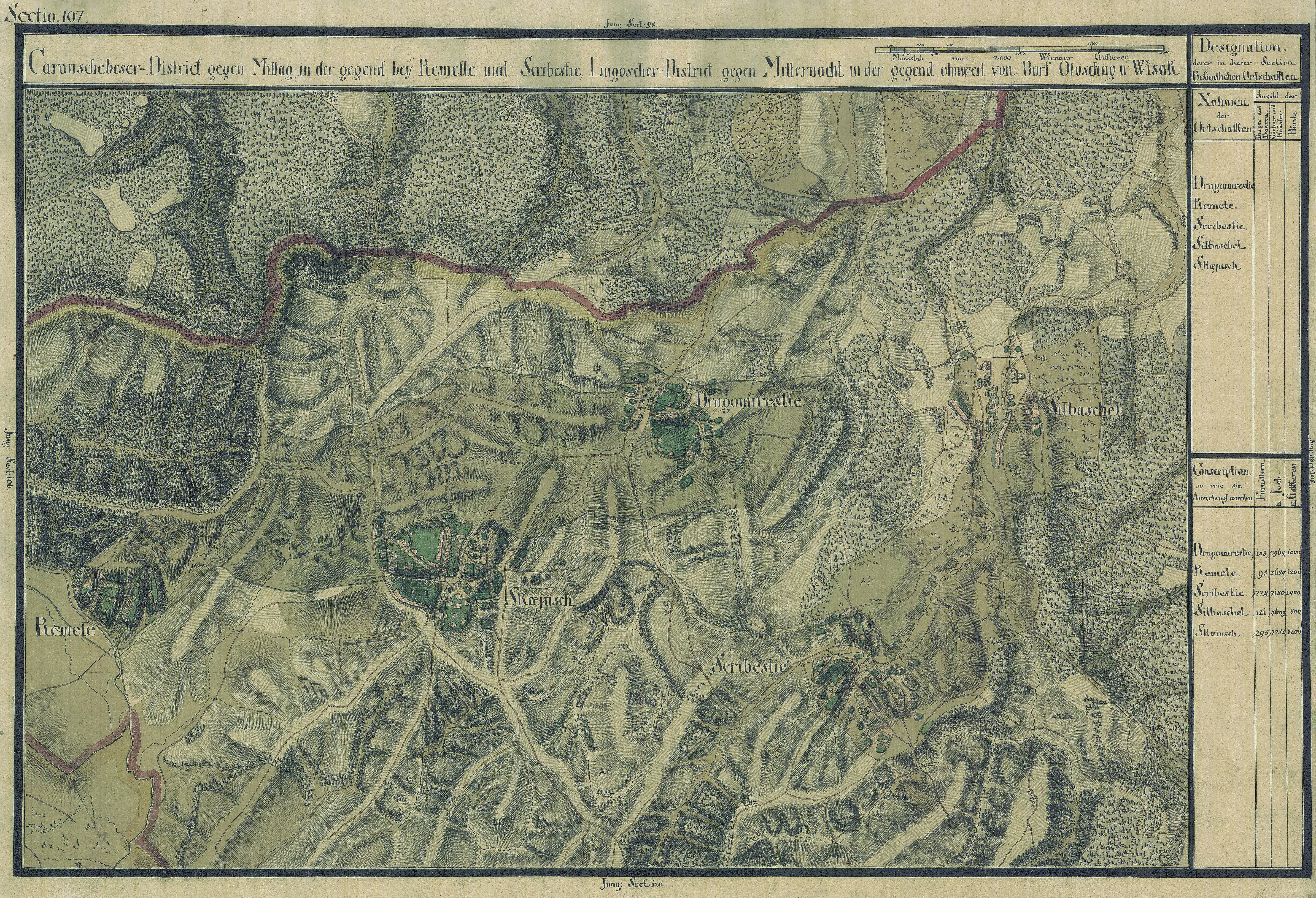
Scăiuş în Harta Iosefină a Banatului, 1769-72